# Republika islamska

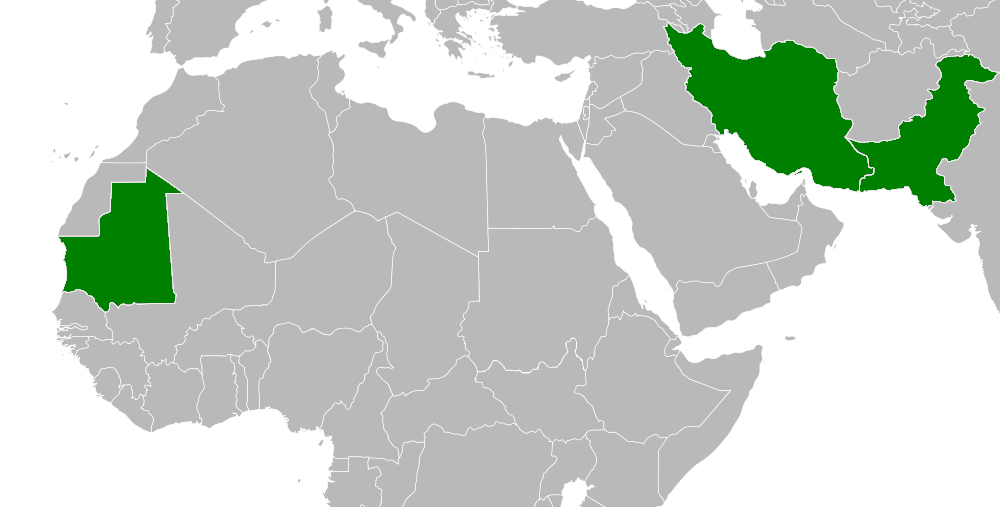
Republiki islamskie na świecie

Republika islamska – ustrój oparty na religii muzułmańskiej, obowiązujący w niektórych krajach muzułmańskich: w Iranie, Pakistanie i Mauretanii.
Republika islamska jest formalnie państwem z konstytucją i obieralnymi, republikańskimi strukturami władzy, takimi jak parlament, rząd, prezydent itp. Konstytucja republiki islamskiej oparta jest na islamskim prawie (szariacie) i zazwyczaj jawnie zakazuje stanowienia prawa sprzecznego z Koranem. Najczęściej zakazane jest też rejestrowanie partii, które w swoich programach głoszą liberalizację prawa. Nie istnieje też w tych krajach wolność słowa w sensie zachodnim, gdyż zakazane jest głoszenie jakichkolwiek poglądów sprzecznych z Koranem.
Zazwyczaj w republikach islamskich kluczowy wpływ na politykę mają duchowni islamscy, którzy decydują, które prawa są sprzeczne, a które zgodne z szariatem. W większości republik islamskich duchowni ci kontrolują też sądownictwo. W niektórych krajach islamskich system prawny jest w całości oparty na szariacie i nie istnieją tam kodeksy karne czy cywilne, lecz we wszystkich sprawach "kodeksem" jest wyłącznie Koran; w państwach sunnickich także hadisy. W innych krajach z kolei istnieją kodeksy spisane w stylu zachodnim, zaś ich zgodność z szariatem nadzorują opłacani przez państwo mufti, bez akceptacji których nie można w nich dokonać żadnej zmiany.
Republika islamska jest według zachodnich standardów państwem teokratycznym.